# Heteralonia fumida
Heteralonia fumida är en tvåvingeart som beskrevs av Greathead 2000. Heteralonia fumida ingår i släktet Heteralonia och familjen svävflugor.
Artens utbredningsområde är Namibia. Inga underarter finns listade i Catalogue of Life.